# Batman Forever (videojoc)
Batman Forever és joc beat 'em up basat en la pel·lícula del mateix nom. Les versions de Super NES, Sega Mega Drive, i Game Boy foren desenvolupades per Acclaim Studios London i distribuïdes per Acclaim Entertainment. Les versions de Sega Game Gear i PC foren desenvolupades per Probe Entertainment.

## Jugabilitat
El jugador pren el paper de Batman o Robin. Hi ha també una mode de joc de lluita dit "mode d'entrenament", on el jugador pot jugar com Batman, Robin, o qualsevol dels enemics en tot el joc o bé contra un oponent controlat per ordinador, contra un segon jugador, o en cooperació contra dues oponents.
Els comandaments estan en gran part basats en llistes de moviment i seqüències claus. Alguns moviments d'artefacte impliquen allunyar-se de l'enemic just abans pressionar un botó de punyada o puntada, que crea problemes, ja que el joc només manté als jugadors que afronten a enemics si ells són bastant propers l'u a l'altre.
La llista d'artefacte és seleccionada pel jugador(actor) cada nivell, amb tres artefactes estàndard per a cada caràcter i dos artefactes seleccionats d'una llista. Hi ha també quatre artefactes "de cianòtip" ocults.
La llista d'artefactes és seleccionada pel jugador cada nivell, amb tres artefactes estàndard per a cada personatge i dos artefactes seleccionats d'una llista. Hi ha també quatre artefactes "de plànol".